# Beiersdorf
Beiersdorf je međunarodna korporacija koja proizvodi kozmetiku sa sjedištem u Hamburgu. Svjetski je poznata po svojim robnim markama poput krema Nivea, proizvoda za njegu lica i kože Eucerin, Labella, Elastoplasta (Hansaplasta), La Prairie, tesa i Coppertone. Proizvodi i ortopedska pomagala te pripravke za potrebe kirurških zahvata.
Nalazi se u podijeljenom javnom i privatnom vlasništvu koja se u većini nalazi pod kontrolom Maxingvest AG (čija je tvrtka pod Tchibom) koja posjeduje 50.49% dionica. Nalazi se na DAX-ovom indeksu Frankfurtske burze.

## Vanjske poveznice
- Beiersdorf na Facebooku
- Beiresdorf na Twitteru
- Beiersdorf na YouTubeu